# Fatsvamp
Fatsvamp (Poronia punctata) är en svampart som först beskrevs av L., och fick sitt nu gällande namn av Elias Fries 1849. Fatsvamp ingår i släktet Poronia och familjen kolkärnsvampar.  Arten är reproducerande i Sverige. Inga underarter finns listade i Catalogue of Life.